# Want It, Need It
Want It, Need It è un brano musicale del rapper statunitense Plies, a cui collabora la cantante R&B Ashanti. È stato pubblicato come terzo singolo estratto dall'album Da REAList. Il brano utilizza un campionamento del brano Two Occasions dei The Deele.

## Tracce
CD singolo
1. Want It, Need It (Radio edit) – 4:32
2. Want It, Need It (Main) – 3:50
3. Want It, Need It (Instrumental) – 3:50
4. Want It, Need It (Acapella) – 3:50
5. Want It, Need It (Remix) Ft Rick Ross - 3:39

Download digitale
1. Want It, Need It – 3:50

## Classifiche
| Chart (2009)                    | Peak position |
| ------------------------------- | ------------- |
| Stati Uniti (Billboard Hot 100) | 96            |